# Марсель Забітцер
Марсель Забітцер (нім. Marcel Sabitzer, нар. 17 березня 1994, Грац) — австрійський футболіст, півзахисник дортмундської «Боруссії» і національної збірної Австрії.
Чемпіон Австрії. Володар Кубка Австрії.

## Клубна кар'єра
У дорослому футболі дебютував 2010 року виступами за «Адміра-Ваккер». Відіграв за команду з Медлінга наступні три сезони своєї ігрової кар'єри. Паралельно активно залучався до ігор другої команди клубу.
На початку 2013 року уклав контракт з віденський «Рапідом», у складі якого провів наступні півтора року своєї кар'єри гравця. Був основним гравцем атакувальної ланки команди.
Наприкінці травня 2014 року став гравцем німецького «РБ Лейпциг», проте Австрію не залишив, оскільки відразу ж був відданий в оренду до зальцбурзького «Ред Булла». У Зальзбурзі став співавтором «золотого дублю» команди, посприявши перемогам «Ред Булла» у чемпіонаті й розіграші національного Кубка в сезоні 2014/15. У першості бомбардирський доробок Забітцера при цьому склав 19 голів у 33 іграх, а 7 м'ячів, забитих ним у матчах Кубка, дозволили стати найкращим бомбардиром турніру (разом з двома іншими гравцями).
До складу команди «РБ Лейпциг» приєднався по завершенні терміну оренди 2015 року.

## Виступи за збірні
2009 року дебютував у складі юнацької збірної Австрії, взяв участь у 22 іграх на юнацькому рівні, відзначившись 9 забитими голами.
З 2012 року залучається до складу молодіжної збірної Австрії. На молодіжному рівні зіграв у 7 офіційних матчах, забив 1 гол.
Того ж 2012 року дебютував в офіційних матчах у складі національної збірної Австрії. Наразі провів у формі головної команди країни 44 матчі, забивши 8 голів.

## Титули і досягнення

### Командні
- Чемпіон Австрії (1):

«Ред Булл»:  2014–15
- Володар Кубка Австрії (1):

«Ред Булл»:  2014–15
- Чемпіон Німеччини (1):

«Баварія»: 2021-22
- Володар Суперкубка Німеччини (1):

«Баварія»: 2022
- Володар Кубка Футбольної ліги (1):

«Манчестер Юнайтед»: 2023

### Особисті
- Найкращий бомбардир розіграшу Кубка Австрії (1):

2014–15 (7 голів)